# Górna latarnia morska Suurupi
Górna latarnia morska w Suurupi – (est. Suurupi ülemine tuletorn) latarnia morska we wsi Suurupi w gminie Harku. Oddalona jest od dolnej latarni morskiej w Suurupi o 2245 m.
25 listopada 1997 roku latarnię wpisano na listę narodowych zabytków Estonii pod numerem 9459. Na liście świateł nawigacyjnych Estonii - rejestrze Urzędu Transportu Morskiego (Veeteede Amet) w Tallinnie - ma numer 375.
Pierwsza latarnia została zbudowana w 1760 roku. Wieża została zrekonstruowana i wyposażona w nowy reflektor w 1812 roku. W okresie II wojny światowej latarnia została poważnie uszkodzona. Po zakończeniu wojny władze Estońskiej Socjalistycznej Republiki Radzieckiej rozpoczęły odbudowę latarni, która została zakończona w 1951 roku. Nową laternę zainstalowano w 1981 roku. W sąsiedztwie latarni zachowały się budynki domu latarnika, sauny, piwnicy oraz magazynowe, które powstały na przestrzeni XIX wieku.